# Liste des chaînes de télévision en Arménie
Pour les autres articles nationaux ou selon les autres juridictions, voir Liste des chaînes de télévision par pays.
Cet article présente une liste non exhaustive de chaînes de télévision en Arménie. La télévision y fut introduite en 1955 à la suite de la création d'Arménie 1, lorsque l'Arménie était encore connue sous le nom de RSS d'Arménie.

## Chaînes de télévision nationales

### Publiques
- Arménie 1 (Télévision publique d'Arménie) : créée en 1955
- Arménie 2 (Prometevs) : créée en 1999
- Shoghakat TV (en) (Église apostolique arménienne) : créée en 1998

### Privées
- Armenia TV (CS Media (en)) : créée en 1997
- Armnews (CS Media (en)) : créée en 2001
- A-TV : créée en 2010
- Dar 21 : créée en 1998
- Hrazdan TV (en) : créée en 1991
- Kentron TV : créée en 2003
- Lime : créée en 2010
- Shant TV (Shant TVR) : créée en 1994
- Yerkir Media : créée en 2003